# حصن القفل (قفل شمر)

تعديل مصدري - تعديل

حصن القفل هي إحدى قرى عزلة بني جل بمديرية قفل شمر التابعة لمحافظة حجة، بلغ تعداد سكانها 15 نسمة حسب تعداد اليمن لعام 2004.